# 4839 Daisetsuzan
4839 Daisetsuzan este un asteroid din centura principală, descoperit pe 25 august 1989 de Kin Endate și Kazuo Watanabe.